# Pandemonium (jeu vidéo)
Pour les articles homonymes, voir Pandemonium (homonymie).
 (mars 2020).
Si vous disposez d'ouvrages ou d'articles de référence ou si vous connaissez des sites web de qualité traitant du thème abordé ici, merci de compléter l'article en donnant les références utiles à sa vérifiabilité et en les liant à la section « Notes et références ».
Pandemonium! (ou Magical Hoppers au Japon) est un jeu de plates-formes de Crystal Dynamics sorti en 1996 sur PlayStation, puis en 1997 sur Saturn. Il existe aussi une version PC.

## Synopsis
Dans le pays de Lyr, la jeune sorcière Nikki et le bouffon Fargus se rencontrent lors d'une formation en magie au château de Lancelot. Alors qu'ils croient lancer un sort censé leur donner des pouvoirs d'une grande puissance, ils libèrent un monstre géant nommé Yungo, qui avale le château et ses habitants. Nikki et Fargus vont alors devoir traverser le monde entier afin de retrouver le moteur à vœux, qui a le pouvoir d'accorder trois souhaits à ceux qui le trouvent, pour souhaiter que le monstre reparte d'où il vient.

## Système de jeu
Le graphisme est en 3D et les ennemis ou les pièges peuvent arriver des deux côtés de l'écran, mais comme dans les jeux Bug!, Bug Too! et Clockwork Knight sur Saturn ou New Super Mario Bros. sur Nintendo DS, le gameplay du jeu est en « 2,5D » : les personnages et les environnements sont en 3D mais le joueur contrôle son personnage sur deux dimensions (droite/gauche et haut/bas), sans les profondeurs, comme dans les jeux 2D. Un an plus tard, Namco s'en souviendra en utilisant la même technologie pour Klonoa: Door to Phantomile

## Postérité
En décembre 2014, le jeu figure dans un article de GamesTM intitulé « 10 joyaux PlayStation sous-estimés ».

### Suite
- Le jeu a connu une suite : Pandemonium 2.